# Richard Henyekane
Richard Tebogo Henyekane, (ur. 28 września 1983, zm. 7 kwietnia 2015) – południowoafrykański piłkarz grający na pozycji prawoskrzydłowego lub napastnika. Mierzył 167 cm wzrostu.
Miał młodszego brata – Josepha Henyekane’a, który jest piłkarzem.

## Kariera klubowa
Richard Henyekane rozpoczął sezon 2008/2009 jako napastnik. Podczas tego sezonu zdobył trzy Hat-trick i 22 gole.

## Śmierć
Zginął w wypadku samochodowym .